# Слънчево греене в България
Слънчевото греене в България, което е максимално възможно за географската ширина, на която се намира страната, е 4400 – 4500 часа годишно. Поради наличието на облачност действителната продължителност на слънчевото греене в страната е около 50% от максимално възможното – между 2100 и 2500 часа годишно.
Освен от географската ширина продължителността на слънчевото греене зависи от атмосферната циркулация, релефа на местността и други фактори. Високата облачност и закриването на хоризонта от планински вериги е предпоставка за по-ниски нива на слънчевото греене в планинските области и някои котловинни полета в Югозападна България. Най-много дни без слънчево греене са регистрирани в Лом (106), Трявна (103), Черни връх (101), връх „Ботев“ (100), а най-малко – в Сандански (42), Гоце Делчев (48), Смолян (50) и други.
| Период      | месец | месец | месец | месец | месец | месец | месец | месец | месец | месец | месец | месец | годишно |
| Период      | I     | II    | III   | IV    | V     | VI    | VII   | VIII  | IX    | X     | XI    | XII   | годишно |
| 1988 – 2017 | 87,6  | 120,5 | 168,3 | 189,4 | 232,8 | 268,0 | 316,5 | 304,7 | 219,2 | 164,6 | 107,4 | 67,9  | 2247,1  |
| 1961 – 1990 | 74,1  | 97,5  | 136,3 | 169,6 | 211,6 | 240,9 | 286,2 | 272,3 | 216,4 | 170,2 | 95,9  | 63,9  | 2034,7  |
| 1961 – 2017 | 80,0  | 107,2 | 151,7 | 179,5 | 223,6 | 256,2 | 299,9 | 287,6 | 218,2 | 166,4 | 101,4 | 64,9  | 2136,6  |

| град          | месечно | месечно | месечно | месечно | месечно | месечно | месечно | месечно | месечно | месечно | месечно | месечно | годишно |
| град          | I       | II      | III     | IV      | V       | VI      | VII     | VIII    | IX      | X       | XI      | XII     | годишно |
| Лом           | 64      | 76      | 115     | 177     | 224     | 258     | 308     | 293     | 223     | 147     | 68      | 52      | 2005    |
| Русе          | 60      | 78      | 128     | 187     | 245     | 267     | 316     | 295     | 234     | 174     | 81      | 55      | 2120    |
| Калиакра      | 80      | 85      | 124     | 173     | 235     | 293     | 338     | 316     | 241     | 178     | 94      | 70      | 2227    |
| Бургас        | 58      | 79      | 120     | 166     | 231     | 274     | 327     | 310     | 233     | 157     | 78      | 49      | 2082    |
| Елхово        | 70      | 97      | 136     | 185     | 241     | 268     | 329     | 328     | 246     | 175     | 93      | 65      | 2233    |
| Кърджали      | 79      | 109     | 146     | 191     | 225     | 261     | 322     | 318     | 250     | 167     | 103     | 78      | 2249    |
| Смолян        | 115     | 127     | 155     | 178     | 202     | 220     | 270     | 269     | 225     | 173     | 124     | 111     | 2169    |
| Пловдив       | 83      | 110     | 150     | 192     | 232     | 262     | 321     | 299     | 261     | 178     | 98      | 78      | 2264    |
| Сандански     | 108     | 131     | 167     | 216     | 254     | 292     | 335     | 331     | 264     | 199     | 118     | 91      | 2506    |
| връх „Ботев“  | 98      | 105     | 137     | 141     | 149     | 168     | 227     | 243     | 199     | 170     | 119     | 92      | 1848    |
| Черни връх    | 87      | 87      | 116     | 132     | 161     | 204     | 264     | 271     | 209     | 160     | 94      | 81      | 1866    |
| връх „Мусала“ | 111     | 110     | 142     | 140     | 143     | 170     | 226     | 248     | 206     | 180     | 120     | 103     | 1899    |

В зависимост от стойностите на интензивността на слънчевото греене и количеството на падналата слънчева радиация България се разделя на три региона: 
- Централен и Източен район – обхваща около 40% от територията на страната, предимно планинските региони. Средната годишна продължителност на слънчевото греене е от 400 до 1640 h, а сумарната стойност на падналата слънчева радиация е 1450 kWh/m2 годишно;
- Североизточен район – заема около 50% от територията на страната. Средната годишна продължителност на слънчевото греене е от 450 до 1450 h, а сумарната стойност на падналата слънчева радиация е 1550 kWh/m2;
- Югоизточен и Югозападен район – обхващат около 10% от територията на страната. Средната годишна продължителност на слънчевото греене е от 500 до 1750 h, а сумарната стойност на падналата слънчева радиация е 1650 kWh/m2.

Разпределението на сумарната годишна стойност на енергията от слънчевото лъчение по територията на България, за единица площ (m2) от земната повърхност, е в границите от 1300 kWh/m2  в низините и котловините, до 1700 kWh/m2 по най-високите части на планините. В Североизточна България, териториите на Силистренска и Добричка области, с малки изключения, се характеризират с най-голямата стойност на сумарното годишно слънчево лъчение за равнините – 1550 kWh/m2. За ориентирана на юг повърхност, при различен наклон – 0° (хоризонтално разположение), 15°, 25°, 40° и 90° (вертикално разположение), сумарната годишна стойност на слънчевото лъчение, за разглеждания район, е съответно: 3748, 4102, 4237, 4265 и 2852 Wh/m2.
За района на Североизточна България средното количество произведена електрическа енергия от модул с мощност 1 kW и общи загуби 25,3%, ориентиран на юг и наклонен към хоризонта на оптималния ъгъл за тази географска ширина – 35°, за една година, е около (1100...1200) kWh. Конкретно за района на Силистра, годишно произведената електрическа енергия от 1 kW PV-модул, ориентиран на юг и наклонен на 35°, ориентировъчно е 1190 kWh. Ако вместо фиксиран в определено положение модул се използва панел, задвижван чрез следяща система, то произведената енергия ще бъде 1630 kWh.
Най-голямата стойност за сумарния слънчев среднодневен поток, върху ориентирана на юг повърхност и сключваща ъгъл с хоризонта 35°, се получава през месец юли – 5,97 kWh/m2, когато облачността е по-малка (до 60%) и продължителността на деня – по-голяма, а най-малката – през декември – 1,9 kWh/m2. Ако се използва движеща се чрез следяща система повърхнина, максималната (8,6 kWh/m2) и минималната (2,37 kWh/m2) стойности на получената слънчева енергия са по-големи съответно с 44% и с 24% от тези при неподвижната повърхнина. Преобразуването на слънчевата енергия в топлинна е икономически оправдано за месеците март – октомври, ако се използват неподвижни, оптимално ориентирани слънчеви колектори, и за месеците февруари – октомври – ако се използват движещи се чрез следяща система колектори.

### Височина на Слънцето
Височината на Слънцето над хоризонта се изменя в зависимост от:
- географската ширина;
- астрономическото време – месеца и денонощието.

Максималната височина на Слънцето над хоризонта, по пладне, се изчислява по формулата:
h = 90 {\displaystyle -} {\displaystyle \varphi } {\displaystyle \pm } {\displaystyle \delta },
където:
- h – височина на Слънцето над хоризонта (градуси);
- {\displaystyle \varphi } – географска ширина  (градуси);
- {\displaystyle \delta } – наклона на земната ос.

Приблизителните стойности за България са от 24,5° по време на зимното слънцестоене, през 48° по време на пролетното и есенното равноденствие, до 71,5° по време на лятното слънцестоене.